# Produtos com temática Bolsonaro
Produtos com temática Bolsonaro são diversos produtos com temática de Jair Bolsonaro lançados por sua família e apoiadores. Além dos produtos, a família também é dona de uma série de negócios. De acordo com Camila Rocha, especialista na nova direita brasileira e pesquisadora do Centro Brasileiro de Análise e Planejamento, a família Bolsonaro começou a investir em produtos temáticos com o intuito de criar uma fandom, algo parecido que aconteceu com Donald Trump e o slogan Make America Great Again nos Estados Unidos.

## Empreendimentos

### Kit de aniversário
Kits de aniversário com temática do Bolsonaro são vendidos desde antes da eleição presidencial de 2018. Em janeiro de 2017, uma mãe viralizou no Facebook ao supostamente fazer uma festa de aniversário para sua filha com a temática de Bolsonaro, onde o então deputado foi retratado como um super-herói anticomunista. Graziela Brum, moradora do Rio de Janeiro, esclareceu para a Veja que o aniversário era seu, e não de sua filha. Em 10 de julho de 2023, Eduardo Bolsonaro lançou seu kit de aniversário na Bolsonaro Store.

### Roupas
Um dos principais produtos bolsonaristas são roupas com estampas de Bolsonaro com temática armamentista, anticomunista ou críticas ao Supremo Tribunal Federal. Em 2018, a B2W vendeu camisetas com frases de apoio a Bolsonaro e anti-Lula pelo Submarino e Shoptime, mas estes foram retirados do catálogo pela empresa desautorizar produtos que contém material de campanha política. Também foram produzidas camisetas de pessoas associadas ao bolsonarismo de alguma forma, como o torturador Brilhante Ustra. Outro item bolsonarista notório é o boné.
Camisetas de times de futebol também tornaram-se um símbolo bolsonarista. Durante seu governo, Bolsonaro usou a camiseta de mais de 80 times, incluindo uma camiseta falsificada do Flamengo. A camiseta da Seleção Brasileira tornou-se um símbolo bolsonarista reconhecido, com partes da sociedade brasileira disputando seu significado. A prática vem desde antes de sua presidência, e em 2017 foi criada uma página no Facebook entitulada "Bolsonaro com a camisa do seu time".

### Vinhos Bolsonaro
A vinícola Pacific Catering de Macaé Comércio de Produtos Alimentícios Eireli foi lançada 2019  em Macaé por Abílio Brasileiro e Julio Lemos. Eduardo Bolsonaro tornou-se sócio em novembro de 2023. Os vinhos, como Bolsonaro Il Mito, Espumante Brut Rosé Bolsonaro Il Mito e vinho rosé Michelle Bolsonaro, são exportados do Chile. Os produtos foram comentados na internet por personalidades como Luciano Hang, Nikolas Ferreira e Filipe Barros. Em 30 de maio de 2024, a primeira loja física foi inaugurada em Campos do Jordão. No mesmo ano, a empresa devia R$ 18,2 milhões ao Governo do Rio de Janeiro.

### Livraria Eduardo Bolsonaro
Em 2 de julho de 2022, Eduardo Bolsonaro, em parceria com o Centro de Desenvolvimento Profissional e Tecnológico, inaugurou a Livraria Eduardo Bolsonaro, para vender livros alinhados ao bolsonarismo, como obras de Olavo de Carvalho, o Guia de Bolso Contra Mentiras Feministas, a trilogia O Mito e Desconstruindo Paulo Freire. A loja também vendia clássicos, como Senhor dos Anéis e 1984, livros escritos por Eduardo e Carlos Bolsonaro, como Jair Bolsonaro: Fenômeno Ignorado (2022) e Redes sociais e Jair Bolsonaro: o Começo de Tudo (2023), e livros de autores críticos a Bolsonaro, como Lilia Moritz Schwarcz, Chico Buarque, Paulo Coelho, Luis Fernando Verissimo e Ruy Castro.

### Bolsonaro Store
Em 26 de fevereiro de 2023, Eduardo Bolsonaro lançou a Bolsonaro Store, que vende uma série de produtos com temática de Bolsonaro, como calendários, tábuas de madeira, canecas de chope, saca-rolhas, canecas mágicas, kits de festas, avental para churrasco e troféus de mesa.

### Cosméticos
Agustin Fernandez, maquiador de Michelle Bolsonaro, lançou diversos produtos com a temática Bolsonaro, incluindo a linha de kits de skincare cuidados com a pele by Michelle Bolsonaro em 22 de março de 2023, o perfume Lady M em agosto de 2023 e o perfume Mito em 21 de março de 2024. O perfume Mito esgotou em 6 horas durante a pré-venda. A loja que realizava a venda, Do Divo, fechou por golpes que estavam acontecendo contra os clientes.

### Botinas do Bolsonaro
Em janeiro de 2024, a empresa RVMHS Comércio e Distribuição, criada em 2023 por Lorena Montalvão Batista, Ricardo Vidal de Oliveira e Marcel Henrique Stefens em Nova Serrana, lançou a linha de calçados Botinas do Bolsonaro, que incluiam produtos como Chinelo Crocs Bolsonaro Puro Mito, Tênis Patriota Style e Tênis Bolsonaro Liberdade Style.

### Drones Bolsonaro
Em 29 de abril de 2024, a revedendora BR Dron, que comercializa produtos da empresa chinesa DJI, lançou 4 Drones Bolsonaro no Agrishow. Dois dos sócios são os mesmos responsáveis pelas Botinas Bolsonaro. A versão mais completa possui 70 litros de insumos e cobertura de até 21 hectares por hora.

### Outros negócios
Em 2017, Bolsonaro, Carlos, Flávio, Eduardo e Rogéria Nantes Bolsonaro criaram a Bolsonaro Digital LTDA para monetizar vídeos no YouTube. Em fevereiro de 2023, Michelle Bolsonaro tornou-se sócia da empresa de marketing MPB Business LTDA. Eduardo Bolsonaro recebe através da Eduzz Tecnologia, empresa de Sorocaba registrada em nome de Eugenio Moura da Costa e da Infinitum Technology, empresa localizada nas Ilhas Virgens Britânicas. A família também ministra cursos, como a Ação Conservadora, lançado em 28 de janeiro de 2024 para treinar candiatos de direita.